# Xiangmo Zang
Xiangmo Zang (chiń. 降魔藏; pinyin Xiàngmó Zàng; kor. 항마장 Hangma Jang; jap. Kōma Sō; wiet. Qiáng Ma Tạng; ur. VII wiek, zm. VIII wiek) – mistrz chan Północnej szkoły chan.

## Życiorys
Po zostaniu mnichem poświęcił się recytowaniu Sutry Lotosu i zaangażował się w praktykę szkoły winai. Po jakimś czasie przeżył doświadczenie oświecenia. Stało się to podczas słuchania wykładów na temat „teorii południowej szkoły” (chiń. Nanzong lun). Teoria ta jest wspominana także w biografii innego z uczniów Shenxiu. Zapewne chodzi tu o madhjamikę. To doświadczenie doprowadziło Zanga do porzucenia studiowania sutr.
Zang rozpoczął także podróże do wszystkich świętych miejsc w Chinach. Podczas jednej z podroży Zang spotkał Shenxiu i zaakceptował go jako swojego nauczyciela.
W Song gaoseng chuan znajduje się zapisany ich pierwszy dialog:
| [Shen]xiu spytał: „Twoje nazwisko to ‘Poskramiający Demona’. Tu w tym miejscu nie ma duchów gór i drzew, a więc obrócisz się i staniesz sam demonem?” [Zang] powiedział: „Jeśli jest Budda, są i demony”. [Shen]xiu powiedział: „Jeśli jesteś demonem, musisz przebywać w niepojmowalnym rejonie”. [Zang] powiedział: „Ten Budda jest także niesubstancjalny. Co jest niepojmowalnym rejonem istnienia?” |

Pewne intelektualne wyrafinowanie tego dialogu może świadczyć o tym, że został on sfabrykowany później. Tym niemniej świadczy to wielkim szacunku jakim darzono Shenxiu i jego uczniów, skoro komuś chciało się ozdobić biografię Xiangmo Zanga takim dialogiem.
Xiangmo Zang stał się obiektem krytyki (na równi z Songshanem Pujim) w wielkiej akcji propagandowej Hezego Shenhuia. Obaj ci uczniowie Shenxiu prawdopodobnie odziedziczyli i wyolbrzymili tylko jakiś słabszy punkt nauk swojego nauczyciela.

## Linia przekazu Dharmy zen
Pierwsza liczba oznacza liczbę pokoleń od Pierwszego Patriarchy chan w Indiach Mahakaśjapy.
Druga liczba oznacza liczbę pokoleń od Pierwszego Patriarchy chan w Chinach Bodhidharmy.
Trzecia liczba oznacza początek nowej linii przekazu w innym kraju.
- 28/1. Bodhidharma (zm. 543?)
  - 29/2. Dazu Huike (487–594)
    - 30/3. Jianzhi Sengcan (zm. 606)
      - 31/4. Dayi Daoxin (579–651)
        - 32/5. Niutou Farong (594–657) szkoła niutou
        - 32/5/1. Pŏmnang Korea – wprowadzenie chanu (kor. sŏn)
        - 32/5. Daman Hongren (601–674)
          - 33/6. Yuquan Shenxiu (606–706)(także Datong) północna szkoła chan
            - 34/7. Yushan Huifu
            - 34/7. Songshan Jingxian (660–723)
            - 34/7. Laoshan Yifu (658–736)
              - 35/8. Huiyun

            - 34/7. Xiangmo Zang
            - 34/7. Jiangma Zang
              - 35/8. Moheyan Tybet

            - 34/7. Songshan Puji (651–739)
              - 35/8. Hongzheng
              - 35/8. Yi Xing (685–727)
              - 35/8. Lingzhuo (691–746)
              - 35/8. Nanyue Mingzan
              - 35/8/1. Taejo Chigong (703–779) Korea
              - 35/8. Jingzou Shizang (714–810)
                - 36/9/1. Sinhaeng (704–779) Korea

              - 35/8. Daoxuan (702–760)
                - 36/9/1. Gyōhyō (722–797) Japonia
                  - 37/10/2. Dengyō Daishi (Saichō) (767–822)